# Koźliki (powiat hajnowski)
Koźliki – wieś w Polsce położona w województwie podlaskim, w powiecie hajnowskim, w gminie Narew.
W latach 1975–1998 miejscowość należała administracyjnie do województwa białostockiego.
Prawosławni mieszkańcy wsi należą do parafii Wniebowstąpienia Pańskiego w Klejnikach, a wierni kościoła rzymskokatolickiego do parafii Matki Bożej z Góry Karmel w Bielsku Podlaskim.

## Zabytki
- drewniana filialna cerkiew prawosławna pod wezwaniem św. Mikołaja, podlegająca parafii w Klejnikach, 1793, 1864, nr. rej.:674 z 30.12.1987[8].